# 吉井理人
吉井 理人（よしい まさと、1965年4月20日 - ）は、和歌山県有田郡吉備町（現：有田川町）出身の元プロ野球選手（投手、右投右打）、プロ野球監督、体育学者。学位は体育学修士（筑波大学大学院・2016年）。現在は千葉ロッテマリーンズの監督を務める。

## 概要
投手としてNPB（近鉄バファローズ、ヤクルトスワローズ）では3度のリーグ、2度の日本シリーズ優勝に貢献。個人ではNPBで合計1個のタイトルを獲得している。
現役時代は近鉄バファローズを皮切りに、NPBの4球団・メジャーリーグベースボール（以下：MLB）3球団でプレー。2007年に現役を引退してからは、野球解説者としての活動期間（2013年・2014年）をはさみながら、パシフィック・リーグ3球団でのコーチを経て、2023年から千葉ロッテマリーンズの一軍監督を務める。
また、2014年度以降は、筑波大学大学院の人間総合科学研究科博士前期課程体育学専攻野球コーチング論研究室の学生として野球のコーチング理論を研究（詳細後述）。2016年には、日本ハムの一軍投手コーチへ復帰する一方で、プロ野球シーズンの前に同課程から修士（体育学）の学位を授与されている。

## 経歴

### プロ入り前
高校までを和歌山県で過ごす。東尾修とは卒業した小学校・中学校・高校が同じで、吉井は東尾と同じ背番号21を希望していた。
中学生時代は陸上競技の円盤投で近畿大会に出たこともある。県立箕島高校では2年生の時、1982年春の第54回選抜に控え投手として出場。準々決勝では上野山辰行投手（同志社大）をリリーフして甲子園初登板を果たすが、エース榎田健一郎を擁するPL学園に0-1で惜敗。1年上のチームメイトに住吉義則、畑山俊二がいた。翌年にはエースとして第65回全国選手権に駒を進める。この大会では3回戦に進出するが、津野浩のいた高知商に敗退。高校同期に山下徳人がいる。
1983年11月22日に行われたドラフト会議にて近鉄バファローズから2位指名を受け、入団。

### 近鉄時代
2年目の1985年に一軍初登板を果たすと、4年目の1987年には初勝利を挙げた。
1988年は、抑え投手として4月に4勝0敗2セーブ、16イニングを投げて防御率0.00という成績で月間MVPを獲得。以後も活躍を続け、最終的に、50試合に登板して10勝2敗24セーブ、防御率2.69の成績を残した。また、リーグトップの34セーブポイントを挙げ、最優秀救援投手のタイトルを獲得。「10.19」でも登板した。
1989年は、5勝5敗20セーブ、防御率2.99の好成績を残した。日本シリーズでは、第2戦、第3戦、第5戦 - 第7戦に登板した。第2戦、第3戦、第6戦はいずれも無失点で、特に、第2戦、第3戦の試合終了に際しては、相手の巨人打線について、加藤哲郎らとともに（加藤哲郎 (野球)#「巨人はロッテより弱い」騒動を参照）「打たれる気がしない」、「気の抜ける打線」などと、広言していた。第5戦では、二死一・三塁の場面から、仰木彬監督の指示でウォーレン・クロマティを敬遠して原辰徳と勝負して満塁本塁打を打たれ、シリーズの流れを大きく巨人に傾けさせることとなり、試合終了後の談話では、満塁として投げにくかったという趣旨のこと、あの球ではいくら不調の原でも打つという趣旨のことなど、ショックを感じさせず、他人事のように「独演会」状態で話し続けたという。第7戦では、登板を告げられ、走ってマウンドに行くというパフォーマンスをやったが、中畑清に「引退の花道」となる本塁打を打たれるなどし、走って疲れたという趣旨のコメントをした。
1990年も主に抑えとして45試合に登板し、8勝9敗15セーブ、防御率3.39の成績を収めた。
1991年は21試合の登板で2勝1敗2セーブに留まり、抑えの座は赤堀元之に明け渡した。
1992年は9試合の登板に留まったが、防御率は2.31であった。
1993年からは先発投手に転向した。この時期には、一軍監督・鈴木啓示との間で確執があったことが報じられている。

### ヤクルト時代
1995年シーズン開幕直前に西村龍次との交換トレードでヤクルトスワローズへ移籍。ヤクルトでは先発陣の一角として活躍し、先発だけでの初の2桁勝利を挙げ、初めて規定投球回にも到達、リーグ優勝・日本一に貢献した。
1996年は、チームが低迷する中、先発ローテーションを守り二年連続2桁勝利を達成。
1997年は、8月5日の読売ジャイアンツ戦の3回裏に、バックネット裏にいたと思われる観客がレーザーポインターによると思われる光線を登板中の吉井の顔面に照射するという事件が起きた。眼に光線を受けた吉井はすぐさまマウンドを下りバックネット裏を指して抗議。犯人・狙った意図は未だ不明である。シーズンでは、終盤まで最優秀防御率のタイトル争いに加わりハイレベルな戦いをしていた。選手の個人タイトルにも理解があった（吉井談）野村は「個人タイトルは選手の勲章だ」と言って、あと数イニング無失点なら最優秀防御率に手が届く位置にいた吉井に「せっかくのチャンスやないか」とわざわざ登板機会をつくった。吉井は「ありがとうございます！それなら投げてきます！」と勇んでマウンドに上がったものの、あえなく打ち込まれてしまい防御率は2.99となる。タイトルを取った広島の大野豊とは0.14差のリーグ4位となったものの、3年連続で2桁勝利となる自己最高の13勝を記録し、リーグ優勝・日本一に貢献する。
同年シーズンオフにFA権を行使。メジャーを含む8球団ほどから声がかかり、ヤクルト残留か移籍かを悩む吉井に野村は納会の席で「ヤクルトを出なさい」と助言した。これについて吉井は「この年、ヤクルトはリーグ優勝、西武との日本シリーズにも勝って2年ぶり4回目の日本一になった。僕は13勝6敗。先発として3年連続2桁勝利を記録した。指揮を執る監督が戦力ダウンを危惧して引き留めるならまだしも、野村監督の口から出てきた言葉はまったく逆。どういうつもりで言っているのか一瞬、理解できなかったが、疑問はすぐに氷解した。野村監督と言えば「ID野球」が代名詞。アタマを使った野球、論理的な解説で知られるが、実際は情に厚く、親身になって選手のことを考える監督だった。つまり、多くの球団がおまえを必要としているし、請われるうちが華、外の世界も知ってステップアップしてこいと尻をたたいてくれたのだ」と語っている。

### メッツ時代

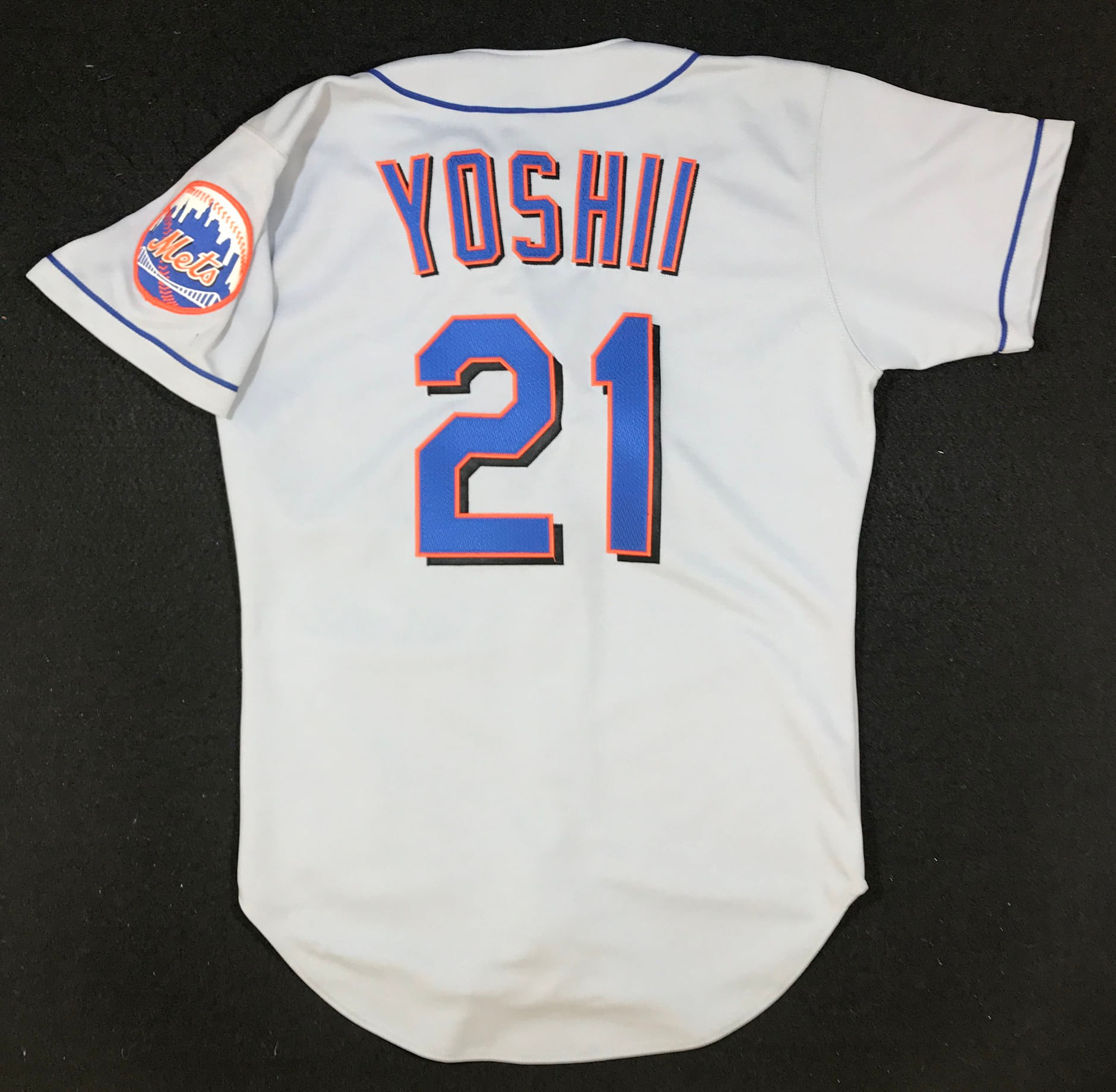
1998年に使用したメッツ時代のユニフォーム

団野村を代理人として中日ドラゴンズ、読売ジャイアンツ、西武ライオンズ、阪神タイガース、横浜ベイスターズの国内5球団からの誘いを断り、ニューヨーク・メッツと1年20万ドル＋出来高で契約。NPB史上初のFA権行使によるメジャー移籍となった。
1998年は、4月5日のピッツバーグ・パイレーツ戦でメジャー初登板初先発を果たし、7回を3安打無失点でメジャー初勝利を挙げる。5月21日のシンシナティ・レッズ戦では、9安打3四球ながら1失点に抑え、野茂英雄に次ぎ日本人メジャーリーガー史上2人目の完投勝利を挙げるなど、前半戦を16試合の先発で4勝4敗、防御率3.42、WHIP1.29の成績で折り返す(6月に野茂がドジャースからメッツにトレード移籍し再びチームメイトにもなった)。8月には背番号を日本時代と同21に変更した。しかし、後半戦は13試合の先発で2勝4敗、防御率4.52、WHIP1.25の成績に終わった。8月6日のサンフランシスコ・ジャイアンツ戦では捕手のマイク・ピアッツァと配球を巡って口論になったが、その後は一緒に食事に出かけるほどに仲が良くなった。11月12日には2年500万ドルでメッツと再契約。
1999年は、右膝痛にも悩まされ、前半戦は17試合の登板で6勝7敗、防御率5.02、WHIP1.40の成績に終わる。しかし、8月には2勝1敗、防御率2.51、WHIP0.80と好投しチームの月間最優秀投手に選ばれ、9月5日のコロラド・ロッキーズ戦では10勝目を記録。8月以降は2試合のリリーフ登板を含む11試合に登板し5勝1敗、防御率2.31、WHIP0.96と復調した。アリゾナ・ダイヤモンドバックスとのディビジョンシリーズ第1戦では、日本人メジャーリーガー初のポストシーズン開幕投手となり、ランディ・ジョンソンと投げ合った。アトランタ・ブレーブスとのリーグチャンピオンシップシリーズ第1戦でも先発しグレッグ・マダックスと投げ合った。

### ロッキーズ時代
2000年1月14日、トレードでコロラド・ロッキーズへ移籍。4月26日のパイレーツ戦で日本人メジャーリーガー史上2人目の本塁打を放つ。また、日本人初の盗塁も記録している。6月には3連勝も記録したが、前半戦は17試合の登板で4勝9敗、防御率5.55、WHIP1.47の成績に終わる。9月3日のミルウォーキー・ブルワーズ戦で日本人メジャーリーガー史上2人目の通算500投球回に到達したが、結局後半戦も12試合の登板で2勝6敗、防御率6.32、WHIP1.58と調子を取り戻せず、28日に右腕上腕の手術を受けシーズンを終えた。
2001年のスプリングトレーニング中に戦力外通告を受けた。

### エクスポズ時代
2001年4月13日にモントリオール・エクスポズと1年30万ドルで契約。先発とロングリリーフを兼任し、4月16日のメッツ戦では新庄剛志と対戦し遊ゴロに仕留めた。この試合以降16回2/3連続無失点と好調を続けた。6月8日のメッツ戦では故障した伊良部秀輝に代わり、先発登板を果たし、6回0/3を2失点に抑えたが打線の援護がなく、敗戦。8月8日のヒューストン・アストロズ戦では延長10回から登板し、2か月ぶりの勝利となるNPB/MLB通算100勝を挙げた。先発では11試合の登板で2勝7敗、防御率5.56、WHIP1.56、リリーフでは31試合の登板で2勝0敗、防御率4.03、WHIP1.15の成績を残した。12月21日には1年30万ドルでエクスポズと再契約。
2002年のスプリングトレーニングでは最速92mph（約148km/h）を計時するなど好調を見せ開幕から先発として起用される。4月16日のシカゴ・カブス戦で5回3安打1失点の投球で日本人メジャーリーグ史上3人目の通算30勝に到達。しかし、21日のメッツ戦で3回2/3を7安打3失点と打ち込まれ先発ローテーションから外れる。6月11日のデトロイト・タイガース戦で先発に復帰したが、4回にランドール・サイモンの打球が右頬に直撃し、降板。検査では異常は見られず、20日のカンザスシティ・ロイヤルズ戦に先発し、5回7安打無失点の投球を見せ、8月6日のセントルイス・カージナルス戦では3年ぶりの完投勝利を挙げる。9月に左肩を痛め、オフに手術を受ける。12月5日にノンテンダーFAとなった。

### オリックス・ブルーウェーブ／オリックス・バファローズ時代
2003年1月7日、オリックス・ブルーウェーブと契約。古巣・近鉄との開幕3連戦では、自身初の開幕投手を務めたが勝てなかった。その後も先発として役割を全うできず中継ぎでも登板した。8月には左足首を手術するなど年間通して活躍できず、24試合に登板しながら2勝に留まり期待に応えられず、チームも投手陣の崩壊で最下位に終わった。
2004年は3試合の登板に留まり、10月6日に戦力外通告を受ける。他球団との交渉はまとまらなかったが、ブルーウェーブが近鉄との球団合併により『オリックス・バファローズ』となったことに伴い、4年ぶりに監督に就任した近鉄時代の恩師でもある仰木彬が「彼（吉井）を必ず残せ」と球団に進言。テストに合格すれば再契約という条件で2005年2月にオリックスのキャンプにテスト参加。仰木から高評価を得て再入団した。
2005年は仰木監督の下で再出発し、先発を任されると2年ぶりに勝ち投手になると負けなしの6連勝を果たした。しかし、8月13日のロッテ14回戦（スカイマークスタジアム）、雷の鳴る試合で2回持たずに5失点でノックアウトされ、敗戦投手となった。6連勝後は5連敗してシーズンを終了し、合併球団1年目は15試合、6勝5敗、防御率4.03の成績だった。
2006年も先発ローテーションの一角として活躍。3月29日の東北楽天ゴールデンイーグルス戦（フルキャストスタジアム宮城）では、吉井がマウンドに違和感を覚え、球場関係者が調べたところ、マウンドの中からクレイベース（煉瓦状のクレイの塊。明治神宮野球場などのマウンドにも埋まっている）が露出し、補修のため試合が数十分間中断するという珍事が起きた。この日は、5回1失点の好投で勝利投手となり、史上5人目の全球団勝利を達成した。この年は、1997年以来9年ぶりにオールスターゲームにも出場。第1戦でヤクルト時代の本拠地である神宮球場での凱旋登板を果たした。最終的に19試合の登板ではあったが、日本復帰後最多の7勝を挙げた。
2007年も先発ローテーション入りし、4月25日の楽天戦では5回1失点の好投で、相手先発の高卒ルーキー・田中将大に投げ勝ったが、この勝利が現役最後の勝利となった。その後は不調が続きテリー・コリンズ監督から中継ぎ降格を命じられた。しかし、先発へのこだわりを持っている吉井は応じず、他球団への移籍を求めた。

### ロッテ時代
2007年6月28日、平下晃司とのトレードで千葉ロッテマリーンズへ移籍。背番号は高校同期の山下徳人が現役時代につけていた24で、山下引退後につけた立川隆史からそのトレード相手の平下を経て引き継いだものであった。移籍後は、一軍公式戦4試合に先発。しかし、1勝もできずに、防御率も13.14に終わった。シーズン終了後の10月27日に、球団から戦力外通告を受けた。
通告直後の吉井は、アメリカ、台湾、韓国でのプレーも視野に入れるほど、現役続行に強い意欲を示していた。やがて、「現役を続けると家族に迷惑がかかる」と考えるようになったことから、現役引退を決めた。

### 第1次日本ハムコーチ時代
現役引退後、エージェントが各球団に売り込んだ結果、北海道日本ハムファイターズから連絡を受け、2008年から日本ハムの一軍投手コーチに就任した。当初、吉井自身は、コーチは「最低な職業やな」と思っていたため、「仕方なしにやっていた」という。
その一方で、ロッテは3月11日に、日本ハムとのオープン戦（千葉マリンスタジアム）を吉井の引退試合として開催した。これは、メッツおよびロッテ在籍時の恩師であるボビー・バレンタイン監督の計らいで実現したものであり、打席にもバレンタインが立った。吉井が投手コーチになった時描いた理想像が『仰木さん、野村さん、バレンタイン、権藤さん。この4名。そしてもう一人、メッツの投手コーチボブ・アポダカからも大きな影響を受けています。彼は最初に会った時「自分のことを一番知っているのは自分自身だから、君のことを俺に教えてくれ」と。日本でそういうことを言われたことがなかったので衝撃でした、この言葉がコーチ人生で一番の礎になっているかもしれません。』と語っている。
日本ハムでは、2009年まで一軍投手コーチ、2010年に二軍投手コーチ、2011年から2012年まで再び一軍投手コーチを務めた。2012年のシーズン終了当初は、2013年も一軍投手コーチを続けることを予定していた。しかし、11月4日に、コーチ契約を更新せずに退団することが球団から発表された。退団へ至った背景に、2012年から一軍監督に就任した栗山英樹との間で投手の起用をめぐって確執があったと報道があったが、後に吉井と栗山は「チームの中には色々な意見があって、そのことには何も思っていない。」と、これを否定している。

### 野球解説者時代
2013年から2014年までは、北海道放送や「FOX SPORTS」（FOX SPORTS ジャパンが当時日本国内で運営していたBSのスポーツ専門チャンネル）の野球解説者として活動。FOX SPORTSでは主に、『BASEBALL CENTER』（FOX bs238でプロ野球中継の前後に放送する解説番組）でメインアナリストを務めた。その一方で、北海道放送と同じJRN加盟局で、地元・関西のラジオ局でもあるMBSラジオのプロ野球中継（『MBSタイガースライブ』）やスポーツ情報番組にも不定期で登場。2014年には、NHK BS1でも、メジャーリーグ中継の解説を務めた。

### 大学院在籍とコーチ業の両立

#### 筑波大学大学院への入学
2014年4月には、自身と同じ元プロ野球選手の工藤公康・仁志敏久と共に、筑波大学大学院の人間総合科学研究科修士課程・スポーツ健康システムマネジメント専攻へ入学。日本ハムコーチ時代（第1期）の指導に対する反省から、「自分の経験を理論で理解したうえで、言葉で説明できるようになりたい」として、野球コーチング論研究室で野球の指導に関する理論などを研究するようになった。しかし、工藤が11月1日に福岡ソフトバンクホークスの一軍監督へ就任したことを受けて、工藤から一軍投手コーチへの就任を打診。11月20日には、2015年から一軍投手コーチを務めることが球団から発表された。

#### ソフトバンクコーチ時代
2015年には、工藤と共に筑波大学の大学院に引き続き在籍しながら、ソフトバンクの投手コーチとして主に一軍のブルペンを担当。工藤の監督就任1年目でのパシフィック・リーグ優勝・日本シリーズ制覇に貢献した。その一方で、投手への指導と並行しながら、大学院での研究活動の一環としてクイックモーションの速い投手に関する調査を実施している（詳細後述）。なお、球団はシリーズ終了後に、三軍コーチへの異動を打診。しかし、吉井が大学院に提出する修士論文の執筆を理由に打診を辞退したため、球団は11月3日に吉井の退団を発表した。

#### 第2次日本ハムコーチ時代
吉井のソフトバンク退団を受けて、日本ハムでは、吉井に対して一軍投手コーチへの復帰を打診。その結果、「（復帰に際して球団・吉井）双方の障壁がなくなった」という結論に達したため、2015年11月29日に吉井の一軍投手コーチ復帰を発表した。日本ハムへは4年ぶりの復帰で、背番号は前回の在籍期間中と同じく81。コーチ復帰の記者会見では、「『（筑波大学の大学院で）研究の道に進もうか』と思った時に、（日本ハムから）熱心に誘ってもらった。今の自分の年齢（50歳）では『まだ現場で指導できる』と思っているので、（誘いを）断る理由も見付からなかった」と述べた。なお、復帰が決まってからは、年末年始を返上しながら修士論文を仕上げた。
2016年には、日本ハムの一軍投手コーチとして、アメリカのアリゾナ州で実施された春季一軍キャンプに帯同。キャンプ開始前の1月上旬に修士論文を筑波大学へ提出できたため、口述試験の結果、修士号の取得が決まった。修士号の授与後は、栗山監督の下で2018年まで日本ハムの一軍投手コーチを務めていたが、同年シーズン終了後の10月16日に退団。退団当初は、浪人生活を送る可能性をほのめかしていた。

### ロッテコーチ時代
現役の投手として最後に所属した千葉ロッテマリーンズが、日本ハムを再び退団したばかりの吉井に対して、コーチへの就任を打診。2018年11月1日に、2019年より、一軍投手コーチとして12年ぶりにロッテに復帰することが発表された。現役時代に所属したチームのコーチに就任することは初めてで、背番号も初めて71を着用した。
コーチへの就任後は、投手陣に対する登板の管理を徹底させたことによって、救援投手の負担を軽減。実際に3試合以上の連投を減らしたこともあって、2020年・2021年にはチームの救援防御率がリーグ2位に達したほか、チームとしては36年ぶりの2年連続2位以上の達成に貢献した。
また、佐々木朗希（筑波大学OBの國保陽平が岩手県立大船渡高等学校で指導した右投手）が同校から入団した2020年には、佐々木に対して「一軍どころか二軍（イースタン・リーグ）の公式戦にも一切登板させない代わりに、春季キャンプからレギュラーシーズンの終盤まで一軍に帯同させながらトレーニングを積ませる」という異例の育成方針を講じた。佐々木が投じるストレートの球速は高校時代に163km/h（高校野球の公式戦における最速記録）に達していたが、吉井は國保と同様に、「160km/h以上の剛速球を投げられるだけの技術を佐々木が持っていても、その負荷に耐えうるだけの身体が備わっていなければ必ず故障につながる」と判断。一軍監督で内野手出身の井口資仁から佐々木の育成を一任されていたこともあって、一軍の先発ローテーションを担う投手の調整法を間近で見られる環境に佐々木を置きながら、身体に負担の掛かりにくい投球フォームを固めることに相当の時間を割いた。佐々木は、この方針の下で2021年に一軍の公式戦で3勝を挙げると、2022年4月10日の対オリックス戦（ZOZOマリンスタジアム）でNPB公式戦28年ぶりの完全試合を歴代最年少の20歳5か月で達成している。

### 野球日本代表投手コーチ／ロッテピッチングコーディネーター時代

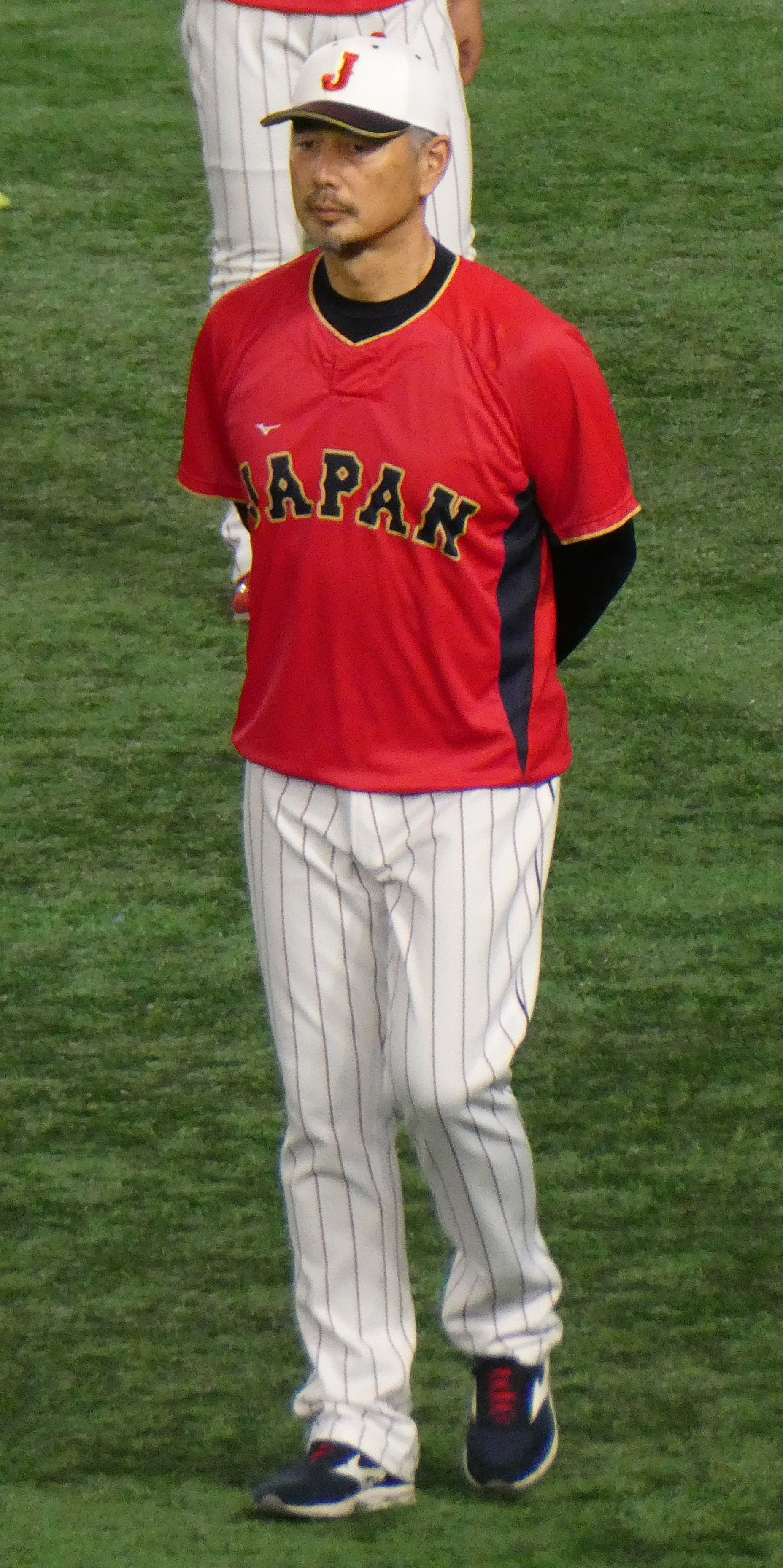
野球日本代表投手コーチ時代
（2023年3月11日）

ロッテの一軍投手陣が2021年にリーグ5位のチーム防御率と失点数を記録したことなどから、同年限りで一軍コーチを退任した。ただし、ロッテが球団本部にコーディネーター部門を新設したことを受けて、2022年にも「ピッチングコーディネーター」という肩書でロッテに在籍。「一・二軍の監督やコーチとのチーム状況に関する情報の共有、全選手の状態や課題の把握」「中・長期的な視点による強化施策の策定と実施」「データを活用した課題の抽出と解決策の作成」「現場（チーム）とフロントなどのスタッフとの調整」「海外球界における最新事情の収集」といった役割を一手に担っていた。
その一方で、2021年シーズンまで日本ハムの監督を務めていた栗山が同年12月から野球日本代表の監督へ転身したことに伴って、日本代表チームの投手コーチへ就任。2022年3月には、MLBで最先端のシステムやトレーニング方法を学ぶ目的で、ロッテ球団に籍を置きながらロサンゼルス・ドジャースのスプリング・トレーニングに「短期コーチ」として参加した。

### ロッテ監督時代
2022年10月7日に、千葉ロッテマリーンズの監督に就任することが球団から発表。発表の3日後（10日）には、フェニックスリーグ（阪神との開幕戦）でチームの指揮を始めた。背番号は、近鉄・メッツ時代にも着用した21。
2022年のレギュラーシーズン終盤までは、ロッテとのピッチングコーディネーター契約をこの年で満了した後に、2023年のWBCに向けて日本代表チームの投手コーチへ専念することを予定していた。しかし、井口が2022年レギュラーシーズン最終戦（10月2日の対ソフトバンク戦）終了後のセレモニーで、監督職を退くことを突如表明。球団ではこの表明を受けて、「『2025年までにチームを常勝軍団にさせる』というビジョンを井口から引き継げる人材」として、吉井に白羽の矢を急遽立てた。吉井がNPBの現場へ復帰することは2021年のコーチ退任以来2シーズンぶりだが、本人は監督への就任に際して、「ただただ驚いている。これまでコーチとしての役割で勉強しながらやってきたが、全体のマネジメントを任される立場になるので、身が引き締まるような思いがする」とコメント。そのうえで、「選手のパフォーマンスを向上させること」「選手の人間力を向上させること」「チームが勝つこと」を公約に掲げた。
2021年から務めた野球日本代表チームでの投手コーチは、第5回WBCの本大会が2023年のNPBレギュラーシーズン開幕前（オープン戦の期間中）に組まれたことから、ロッテの監督就任後も球団の方針で本大会終了まで兼務した。代表チームでの活動を優先する時期には、一軍ヘッド兼打撃コーチの福浦和也がチーム全体の指導にあたったが、自身もコーチ陣とのオンラインミーティングに参加。さらに、睡眠時間を削ってまでオープン戦の映像をすべて確認するなど、チーム状況の把握に努めていた。日本代表チームはWBCにて2009年の第2回大会以来14年ぶりに優勝を果たす。自身の教え子に当たるダルビッシュ有、大谷翔平、佐々木を軸に先発投手陣を構成できたことから、WBCの閉幕を経てロッテの一軍へ再合流した際には「ダルビッシュと大谷は（自分の関知しないところで）勝手にうまくなったので、2人には何も教えていない」「（チーム最年長選手かつ現役メジャーリーガーで唯一、2月の代表合宿から参加した）ダルビッシュは（コーチ兼任投手のような役回りで自分の仕事を）かなり手伝ってくれた。彼の一言でチームが一気にまとまったので、コーチとしては楽な気持ちで仕事に臨めた」と語っている。
2023年はチームを2位に導いた。
2024年は2年連続Aクラス入りとなる3位でシーズンを終えた。オフに、国内FA権を行使してソフトバンクからロッテに移籍してきた石川柊太に背番号21を譲り、自身は背番号を81に変更した。

## 選手としての特徴
野茂英雄に競馬を教えた見返りにフォークボールを教わった。MLB在籍中に記者会見で「僕のフォークボールは野茂直伝のものです」と語っている。
それまで150km/h近い直球で三振を取っていた吉井だが、当時主に投げていた変化球もシュートだったためストッパーとしては奪三振数が少なかった。しかしフォーク習得後は先発で奪三振が増え、1996年には145奪三振を記録している。また、ラモン・マルティネス直伝という「メキシカン・カーブ」なる変化球を操る（親指ではなく、人差し指に力を入れて投げるタイプのカーブの一種）。90年代中盤-後半ごろは野茂と一緒にオフシーズンにバラエティ番組に出ることもあった。
2022年7月にスポーツ番組『フルタの方程式』（テレビ朝日）で語ったところによると、軸足で押し込んで蹴り足をつっかえ棒のように踏み込むロジャー・クレメンスの投げ方をMLBから輸入したことで、日本球界復帰後の引退間際の頃にある程度成績が持ち直したという。本人はこの体の使い方を「一流投手の共通点」と主張している。また、フォークも挟んだ指がC字を描くように巻いた方がよく落ちる、球が上から下へ抜ける方が良いとしている。「フォークを多投すると肘を傷める」という一般的な野球論に対しては「何を投げても傷める」と反論しており、そういう論が浸透したこともあって2020年代には外国人選手もフォークを教えて欲しいと頼むようになったと話している。

## 人物
愛称は「おいやん」。
趣味はギター、競馬。嫌煙家であり、酒嫌いでもある。
野球ファンの間では「雷が嫌い」というイメージが定着していた。
このイメージがついたきっかけは1995年8月6日の広島東洋カープ戦（明治神宮野球場）に先発した時のことで、それまで吉井は14先発で8勝3敗2完封の好成績を残していたが、3回頃から雷鳴が轟き稲妻が走り始めた。すると突然、それまでセ・リーグで最も与四死球が少ない投手だった吉井の制球が乱れ始め、四球を連発。結局2回2/3を8失点でノックアウト、試合も4-15で大敗した。ノックアウト後にベンチに戻った際、「雷が気になってしまって…」とチームメイトに話したところを野村克也監督に聞かれ、試合後に野村が「（吉井は）雷が怖いって言うんだよ」と報道陣に語ったことがきっかけでこのイメージが定着することになった。実際には雷はそこまで怖くないという。
大阪近鉄バファローズの最後の試合には対戦相手のオリックスの選手として参加していたが、試合後に行われた梨田昌孝監督の胴上げにベンチから猛スピードで駆け寄り参加した（当時オリックスに在籍していた元近鉄の大島公一、ユウキも同様に参加していた）。
公式ブログでは、選手達を独特なニックネームで表現。また、記事の最後には、「ほな、また」（「それじゃ、また」という意味の関西弁）という言葉を必ず用いている。
2013年11月25日、ブログによるとJRA（日本中央競馬会）の馬主登録申請が認められたこと報告した。
2016年1月23日、所有馬のフォーシーム（牝馬、父ダイワメジャー、母マイヴィヴィアン、母父ダンシングブレーヴ）が初出走した。フォーシームは中央競馬では勝ち星を挙げられず、名古屋競馬に移籍した。その時点での吉井は地方競馬の馬主資格がなかったため馬主名義は生産者のものとなっていた。ちなみに、同馬の半兄にJRAでG14勝を挙げたメイショウサムソンがいる。
吉井が千葉ロッテマリーンズ監督に就任した後、2022年10月21日の浦和競馬にて所有するリジン（牡3歳・浦和：水野貴史厩舎）がデビュー戦で勝利を挙げている。

### 仰木彬との関係
1988年から近鉄監督に就任した仰木彬は、投手起用の不規則さなどから、投手コーチの権藤や一部の投手との確執があった。
吉井については、同年10.19のダブルヘッダーでリリーフ登板した第1試合、9回終了前に阿波野に交替させられ、ロッカーのドアを蹴り上げていたという。
1989年、近鉄は、マジックナンバー1で迎えた10月14日の福岡ダイエーホークス戦（藤井寺球場）で、仰木監督は、そのシーズンも通して抑え投手を務めていた吉井ではなく、阿波野を優勝決定の場面で投げさせた。吉井は、グラウンドでの胴上げをよそに、室内練習場で用具に当たり散らして、権藤投手コーチが懸命に慰めた。シーズン終了後、権藤はまだ契約年が残っていたにもかかわらず退団した（仰木と権藤の確執については、権藤博を参照）。
仰木自身の著書『燃えて勝つ』では、10.19や1989年の優勝決定などに関する記述で吉井への言及がほとんどない。しかし、2005年、前述のとおり、オリックスの監督に就任した仰木が吉井をオリックスに再入団させた。
上記のように仰木の厳しい起用法に反発心を抱いたこともあったが、根本的には後述のように仰木に感謝と尊敬の気持ちも抱いていた。プロ4年目の夏当時ヘッドコーチだった仰木から「吉井、来年はお前を良い場面で使うからな」と言われ、もちろん仰木が監督になるとは聞かされておらず
『「この人、何言っているんや」って。でも、その年のオフは何か暗示にかけられるように、大活躍するイメージができていました。この言葉に支えられ、練習に取り組み、キャンプ、オープン戦でも充実した日々を過ごすことができ、その年実際に活躍し、やっとプロ野球選手になれたと思えました。仰木さんは、試合では厳しい使い方をするんですが、打たれた後などに球場内を走っていると、いきなり一緒に走ってきて並走しながら「どや、疲れたか？へこたれるなよ！」と言ったりしてくれる人なんです。だからこの人のために頑張ろうと思わせてくれる方でしたね。』
と語っている。
その後、日本ハム投手コーチであった2011年に、指導者の立場になって「あの頃の仰木さんや権藤さんが行っていたことが初めてわかったような気がする」と語った。

### 野村克也との関係
1995年に近鉄からヤクルトへ移籍。その時の監督が野村で、メジャー移籍後、そして引退後もことあるごとに野村への感謝の言葉を口にしている。
「近鉄でそれほど活躍していなかったのに一人前扱いをしてくれて、3年間大事に使っていただきました。言葉とは裏腹に選手をすごく大事に思う使い方をしてくださった」
「本当に尊敬する方。全ての面で影響を受けました」
「近鉄の時は何も考えず投げていた。まさに野蛮な勇気だったが、ヤクルトでID野球に接し、準備することの大切さを知った」
「言葉とは裏腹に、選手のことをすごく大事に思ってくれる起用の仕方をしていた。それは自分がコーチになって気づいた部分でもあります」
「最も影響を受けたのは、選手がやることを尊重する、理由あってやっていることをしっかり認めてあげる、ということ。指導者としても大事にしています」
「選手をやる気にさせるのがすごくうまい監督でした。たとえば、先発で投げていて、終盤に打たれて負けたとします。でも次の試合でも、また同じような場面で使ってくれるし、ピンチがきても替えないのです。普通なら、一度失敗したら、替えますよね。でも、野村監督は、一度失敗しても、また使ってくれるんです。起用方法で選手のやる気を引き出すのがうまい。ある意味、情に厚い監督です。野村監督というと、ID野球、データ野球というイメージがあるかもしれません。もちろんデータは大事にするのですが、データ通りにやれということではなく、たとえば、マウンドでパニックになったときに自分を取り戻す材料としてデータを使いなさい、準備として頭に入れておきなさい、という考え方でした」
などと感謝を表していた。
「コーチ経験を積んだ今、あらためて振り返ってその教えが参考になっている指導者は?」との問いには、野村と共に近鉄時代の投手コーチだった権藤博の名を挙げている。

### 研究活動
筑波大学大学院での指導教官は、工藤公康の在学中と同じく、准教授の川村卓。川村が筑波大学硬式野球部の監督でもあることから、在学中には、野球のコーチング理論やプロ野球選手のクイックモーションを研究した。
ソフトバンクの投手コーチ時代には、「クイックモーションの速い投手」という五十嵐亮太・二保旭に対して、指導の合間に聞き取り調査や投球フォームの撮影を実施していた。吉井によれば、この調査や撮影で得られたデータを、修士論文に反映させたという。その結果、日本ハムの投手コーチへ復帰した2016年に、修士号を取得した。ちなみに吉井は、修士論文の口述試験に合格したことを伝える公式ブログ内の記事に、「これで終わりじゃないので、これからももっと勉強していいコーチになりたいと思う」という抱負を記している。
2015年のシーズン終了後にソフトバンクを退団してからは、修士論文の執筆を優先しながら、自身と同じタイミングでオリックスのコーチを退いたばかりの大島公一へ川村研究室の門を叩くことを勧めた。「コーチとしての指導に限界を感じていた」という大島は、2016年から筑波大学大学院の人間総合科学研究科へ進学すると、川村研究室で打撃の動作や高卒プロ野球選手の育成環境に関する研究に従事。2019年から硬式野球クラブのイートファクトリーベースボールクラブ（チーム名は「満マルビリケンズ」）の初代監督を務めた後に、母校の1つである法政大学の野球部に2021年から助監督として復帰している。

### 佐々木朗希の育成について
本人は2022年7月に『フルタの方程式』で佐々木について最初から「誰が面倒みんのやろ?絶対自分やんな」と考えていた、責任の所在を明確にするために自分1人で指導したと明かしている。
また、2試合連続の完全試合達成を目前にしながら8回で降板した2022年4月17日の試合については「6回で降板させたかった」と説明している。佐々木の育成はメディカルからのデータの提供と自分の所見を総合して決め、佐々木本人からの申告も聞いていた。佐々木のことは放っておいても成長するタイプだと見ていた一方、故障させたらまずいと憂慮していた。
本来は1年目から登板予定であったが、新型コロナウイルス感染拡大の影響、及び感染拡大中本人が思ったより練習していなかったことで育成プランの進捗が遅れ、結果的に初登板が延びたという。
佐々木のことは「20歳になる前から話してても自分のことが分かってる」「自分が納得しないと（メニューを）やらないし、自分に合ってるかどうかって判断してやる」と良くも悪くも自分の判断に従うタイプである一方で自分を客観視できると評している。佐々木にはダルビッシュ有や大谷翔平のような独特の空間把握能力も共通して備わっていると主張している。吉井は「前シーズンから20%以上投球回数が増えないようにする」というアメリカ球界流の選手管理を佐々木に適用している間に、他の投手も同じように管理しなければならないと感じるようになった。

## 詳細情報

### 年度別投手成績
| 年 度     | 球 団      | 登 板 | 先 発 | 完 投 | 完 封 | 無 四 球 | 勝 利 | 敗 戦 | セ 丨 ブ | ホ 丨 ル ド | 勝 率 | 打 者 | 投 球 回 | 被 安 打 | 被 本 塁 打 | 与 四 球 | 敬 遠 | 与 死 球 | 奪 三 振 | 暴 投 | ボ 丨 ク | 失 点 | 自 責 点 | 防 御 率 | W H I P |
| --------- | ---------- | ----- | ----- | ----- | ----- | -------- | ----- | ----- | -------- | ----------- | ----- | ----- | -------- | -------- | ----------- | -------- | ----- | -------- | -------- | ----- | -------- | ----- | -------- | -------- | ------- |
| 1985      | 近鉄       | 2     | 1     | 0     | 0     | 0        | 0     | 1     | 0        | --          | .000  | 20    | 3.0      | 6        | 1           | 3        | 0     | 0        | 1        | 0     | 0        | 9     | 7        | 21.00    | 3.00    |
| 1986      | 近鉄       | 2     | 0     | 0     | 0     | 0        | 0     | 0     | 0        | --          | ----  | 18    | 2.1      | 10       | 1           | 2        | 0     | 0        | 2        | 0     | 0        | 7     | 6        | 23.14    | 5.14    |
| 1987      | 近鉄       | 13    | 2     | 1     | 0     | 0        | 2     | 1     | 0        | --          | .667  | 157   | 36.0     | 45       | 3           | 12       | 1     | 0        | 23       | 2     | 0        | 21    | 19       | 4.75     | 1.58    |
| 1988      | 近鉄       | 50    | 0     | 0     | 0     | 0        | 10    | 2     | 24       | --          | .833  | 344   | 80.1     | 76       | 3           | 27       | 2     | 6        | 44       | 0     | 0        | 27    | 24       | 2.69     | 1.28    |
| 1989      | 近鉄       | 47    | 0     | 0     | 0     | 0        | 5     | 5     | 20       | --          | .500  | 358   | 84.1     | 77       | 8           | 37       | 7     | 3        | 44       | 2     | 0        | 28    | 28       | 2.99     | 1.35    |
| 1990      | 近鉄       | 45    | 2     | 0     | 0     | 0        | 8     | 9     | 15       | --          | .471  | 330   | 74.1     | 80       | 4           | 30       | 4     | 4        | 55       | 5     | 0        | 29    | 28       | 3.39     | 1.48    |
| 1991      | 近鉄       | 21    | 0     | 0     | 0     | 0        | 2     | 1     | 2        | --          | .667  | 108   | 26.1     | 30       | 0           | 6        | 2     | 1        | 13       | 0     | 0        | 11    | 10       | 3.42     | 1.37    |
| 1992      | 近鉄       | 9     | 0     | 0     | 0     | 0        | 1     | 0     | 0        | --          | 1.000 | 45    | 11.2     | 10       | 1           | 2        | 0     | 0        | 4        | 1     | 0        | 3     | 3        | 2.31     | 1.03    |
| 1993      | 近鉄       | 22    | 13    | 2     | 1     | 0        | 5     | 5     | 0        | --          | .500  | 423   | 104.2    | 100      | 7           | 25       | 1     | 2        | 66       | 2     | 1        | 38    | 31       | 2.67     | 1.19    |
| 1994      | 近鉄       | 21    | 19    | 2     | 0     | 1        | 7     | 7     | 0        | --          | .500  | 436   | 97.0     | 118      | 16          | 37       | 0     | 1        | 42       | 4     | 0        | 69    | 59       | 5.47     | 1.60    |
| 1995      | ヤクルト   | 25    | 22    | 7     | 2     | 2        | 10    | 7     | 0        | --          | .588  | 589   | 147.1    | 127      | 14          | 39       | 2     | 3        | 91       | 8     | 1        | 53    | 51       | 3.12     | 1.13    |
| 1996      | ヤクルト   | 25    | 24    | 9     | 1     | 2        | 10    | 7     | 0        | --          | .588  | 749   | 180.1    | 177      | 20          | 47       | 3     | 4        | 145      | 4     | 0        | 69    | 65       | 3.24     | 1.24    |
| 1997      | ヤクルト   | 28    | 26    | 6     | 2     | 2        | 13    | 6     | 0        | --          | .684  | 702   | 174.1    | 149      | 15          | 48       | 6     | 6        | 104      | 4     | 0        | 61    | 58       | 2.99     | 1.13    |
| 1998      | NYM        | 29    | 29    | 1     | 0     | 0        | 6     | 8     | 0        | --          | .429  | 724   | 171.2    | 166      | 22          | 53       | 5     | 6        | 117      | 5     | 1        | 79    | 75       | 3.93     | 1.28    |
| 1999      | NYM        | 31    | 29    | 1     | 0     | 0        | 12    | 8     | 0        | 0           | .600  | 723   | 174.0    | 168      | 25          | 58       | 3     | 6        | 105      | 1     | 0        | 86    | 85       | 4.40     | 1.30    |
| 2000      | COL        | 29    | 29    | 0     | 0     | 0        | 6     | 15    | 0        | 0           | .286  | 726   | 167.1    | 201      | 32          | 53       | 5     | 2        | 88       | 2     | 1        | 112   | 109      | 5.86     | 1.52    |
| 2001      | MON        | 42    | 11    | 0     | 0     | 0        | 4     | 7     | 0        | 0           | .364  | 493   | 113.0    | 127      | 18          | 26       | 2     | 5        | 63       | 4     | 0        | 65    | 60       | 4.78     | 1.35    |
| 2002      | MON        | 31    | 20    | 1     | 0     | 1        | 4     | 9     | 0        | 1           | .308  | 553   | 131.1    | 143      | 15          | 32       | 2     | 4        | 74       | 5     | 0        | 66    | 60       | 4.11     | 1.33    |
| 2003      | オリックス | 24    | 12    | 1     | 1     | 0        | 2     | 7     | 1        | --          | .222  | 350   | 76.0     | 103      | 14          | 20       | 1     | 3        | 43       | 0     | 0        | 58    | 55       | 6.51     | 1.62    |
| 2004      | オリックス | 3     | 1     | 0     | 0     | 0        | 0     | 1     | 0        | --          | .000  | 25    | 3.2      | 9        | 2           | 4        | 1     | 0        | 2        | 0     | 0        | 9     | 7        | 17.18    | 3.55    |
| 2005      | オリックス | 15    | 15    | 0     | 0     | 0        | 6     | 5     | 0        | 0           | .545  | 303   | 73.2     | 80       | 10          | 9        | 0     | 1        | 33       | 0     | 0        | 35    | 33       | 4.03     | 1.21    |
| 2006      | オリックス | 19    | 19    | 0     | 0     | 0        | 7     | 9     | 0        | 0           | .438  | 420   | 101.2    | 109      | 10          | 22       | 0     | 2        | 33       | 1     | 0        | 47    | 43       | 3.81     | 1.29    |
| 2007      | オリックス | 10    | 10    | 0     | 0     | 0        | 1     | 6     | 0        | 0           | .143  | 190   | 40.2     | 51       | 5           | 14       | 1     | 4        | 14       | 0     | 0        | 39    | 26       | 5.75     | 1.60    |
| 2007      | ロッテ     | 4     | 4     | 0     | 0     | 0        | 0     | 3     | 0        | 0           | .000  | 73    | 12.1     | 30       | 1           | 6        | 1     | 2        | 4        | 1     | 0        | 19    | 18       | 13.14    | 2.92    |
| '07計     | ロッテ     | 14    | 14    | 0     | 0     | 0        | 1     | 9     | 0        | 0           | .100  | 263   | 53.0     | 81       | 6           | 20       | 2     | 6        | 18       | 1     | 0        | 58    | 44       | 7.47     | 1.91    |
| NPB：18年 | NPB：18年  | 385   | 170   | 28    | 7     | 7        | 89    | 82    | 62       | 0           | .520  | 5640  | 1330.0   | 1387     | 135         | 390      | 32    | 42       | 763      | 34    | 2        | 632   | 571      | 3.86     | 1.34    |
| MLB：5年  | MLB：5年   | 162   | 118   | 3     | 0     | 1        | 32    | 47    | 0        | 1           | .405  | 3219  | 757.1    | 805      | 112         | 222      | 17    | 23       | 447      | 17    | 2        | 408   | 389      | 4.62     | 1.36    |

- 各年度の太字はリーグ最高

### 年度別監督成績
| 年 度     | 球 団     | 順 位     | 試 合 | 勝 利 | 敗 戦 | 引 分 | 勝 率 | ゲ ｜ ム 差 | 打 率      | 本 塁 打   | 防 御 率   | 年 齡      |
| --------- | --------- | --------- | ----- | ----- | ----- | ----- | ----- | ----------- | ---------- | ---------- | ---------- | ---------- |
| 2023年    | ロッテ    | 2位       | 143   | 70    | 68    | 5     | .507  | 15.5        | .239       | 100        | 3.40       | 58歳       |
| 2024年    | ロッテ    | 3位       | 143   | 71    | 66    | 6     | .518  | 18.5        | .248       | 75         | 3.17       | 59歳       |
| 通算：2年 | 通算：2年 | 通算：2年 | 286   | 141   | 134   | 11    | .513  | Aクラス2回  | Aクラス2回 | Aクラス2回 | Aクラス2回 | Aクラス2回 |

- 2024年度シーズン終了時

### タイトル
NPB
- 最優秀救援投手：1回（1988年）

### 表彰
NPB
- 月間MVP：2回（1988年4月、投手部門：1990年7月）
- ファイアマン賞：1回（1988年）
- 優秀JCB・MEP賞：1回（1996年）

MLB
- グッドガイ賞：1回（1999年） ※全米野球記者協会（BBWAA）のニューヨーク支部が取材対象である選手の人柄を評価する賞[74]
- ジョン・J・マーフィー賞（1998年） ※ニューヨーク・メッツ担当記者の投票による球団のオープン戦新人賞[75]

### 記録

#### NPB
初記録
- 初登板：1985年9月16日、対西武ライオンズ22回戦（藤井寺球場）、9回表に3番手として救援登板・完了、1回無失点
- 初先発：1985年9月18日、対南海ホークス25回戦（大阪スタヂアム）、2回8失点（自責点6）で敗戦投手
- 初奪三振：同上、2回裏に佐々木誠から
- 初勝利：1987年8月18日、対南海ホークス14回戦（藤井寺球場）、3回表に2番手として救援登板、6回1/3を3失点
- 初先発勝利・初完投勝利：1987年10月13日、対日本ハムファイターズ26回戦（後楽園球場）、9回1失点
- 初セーブ：1988年4月27日、対ロッテオリオンズ2回戦（川崎球場）、8回裏に3番手として救援登板・完了、2回無失点
- 初完封勝利：1993年6月17日、対西武ライオンズ11回戦（西武ライオンズ球場）

節目の記録
- 1000投球回：1997年9月23日、対広島東洋カープ22回戦（広島市民球場）、8回裏二死目に町田公二郎を三飛で達成 ※史上274人目

その他の記録
- 全球団勝利：2006年3月29日、対東北楽天ゴールデンイーグルス2回戦（フルキャストスタジアム宮城）、先発登板で5回1失点 ※史上5人目[注 3]
- 1イニング2満塁本塁打被弾：2007年4月1日、対東北楽天ゴールデンイーグルス2回戦（フルキャストスタジアム宮城）、3回裏にホセ・フェルナンデス・山﨑武司に ※史上2人目（パ・リーグ初）[注 4]
- 42歳以上で勝利投手：2007年4月25日、対東北楽天ゴールデンイーグルス4回戦（京セラドーム大阪）、先発登板で5回1失点（当時42歳0か月）[注 5]
- オールスターゲーム出場：5回（1988年、1995年、1996年、1997年、2006年）
- 開幕投手：1回（2003年）

#### MLB
初記録
- 初盗塁：2000年6月24日、対アリゾナ・ダイヤモンドバックス戦 ※アジア人選手初盗塁

### 背番号
- 36（1984年 - 1988年）
- 11（1989年）
- 21（1990年 - 1994年、1996年 - 1997年、1998年途中 - 2000年、2006年 - 2007年途中、2023年 - 2024年）
- 24（1995年、2007年途中 - 同年終了）
- 29（1998年 - 同年途中）
- 55（2001年 - 2004年）
- 77（2005年、2015年）
- 81（2008年 - 2012年、2016年 - 2018年、2025年 - ）
  - 日本代表コーチでも着用。
- 71（2019年 - 2021年）

## 書籍

### 単著
- 『投手論』（2013年3月17日、PHP研究所）ISBN 978-4569810010
- 『プロ野球VSメジャーリーグ 戦いの作法』（2014年4月16日、PHP研究所）ISBN 978-4569817989
- 『投手論』（2017年7月17日、徳間書店）ISBN 978-4198942410
- 『吉井理人 コーチング論: 教えないから若手が育つ』（2018年3月22日、徳間書店）ISBN 978-4198645908
- 『最高のコーチは、教えない。』（2018年11月15日、ディスカヴァー・トゥエンティワン）ISBN 978-4799323854
- 『聴く監督』（2024年3月29日、KADOKAWA）ISBN 978-4041147887
- 『機嫌のいいチームをつくる』ディスカヴァー・トゥエンティワン、2024年7月19日。ISBN 978-4-7993-3073-9。（電子版あり）

### 共著
- 伊良部秀輝『最新最強のピッチング・メカニクス』（2010年7月10日、永岡書店）ISBN 978-4522429143